# Andrea Echeverri
Andrea Echeverri Arias (Bogotá; 13 de septiembre de 1965) es una cantante de rock y ceramista colombiana. Es vocalista líder y guitarrista segunda del grupo colombiano Aterciopelados, aunque ha desarrollado en paralelo su carrera musical como solista, siendo reconocida por su habilidad en composición e interpretación de diversos instrumentos como la gaita, percusión, entre otros. Ha sido ganadora de premios Grammy, MTV, Lo Nuestro, entre otros. Ha sido postulada al Latin Grammy en varias ocasiones, ya sea con Aterciopelados o por sus trabajos como solista; la más reciente en 2013 en la categoría "Best Singer-Songwriter Album" con su disco Ruiseñora.  Es ganadora de un Premio MTV como solista y de dos Grammy con la banda, entre muchos otros reconocimientos.

## Carrera musical

### 1993; inicios
Inició su carrera musical en 1990 como vocalista del grupo "Delia y los Aminoácidos", que desde 1993 pasaría a llamarse Aterciopelados. Durante su exitoso inicio en la música acompañó a Soda Stereo en su MTV Unplugged en el año de 1996, y a partir de ahí fue creciendo paulatinamente como cantante y artista.

### 2004; Andrea Echeverri - álbum homónimo
Luego de 5 álbumes de estudio y 1 álbum recopilatorio, la banda se tomó un receso en el cual Andrea da a luz a su primera hija y graba su primer álbum como solista, titulado Andrea Echeverri, lanzado a la venta en el 2005, producido por Héctor Buitrago de Aterciopelados. En este álbum destacan los temas "A Eme O", "Amortiguador" y "Baby blues", el cual formó parte de la banda sonora de la película La mujer de mi hermano. Además, El tema "Menos mal" es incluido al final de la película de 2007 ¿Quién dice que es fácil? del director argentino Juan Taratuto.
Este álbum considerado uno de los mejores del año 2005, fue nominado al Latin Grammy Awards como "Mejor Álbum Vocal Pop Femenino" en 2005, al Grammy Awards 2006 como "Mejor Álbum Pop Latino", 4 Nominaciones a los Premios MTV Latinoamérica 2005, 2 nominaciones a Premio Lo Nuestro 2006, ganó 2 premios Shock, en el 2004 como Mejor Artista Femenina y en el 2005 como Video del Año por el tema "Amortiguador" del director Colombiano Nelson Roberto
Ha colaborado con artistas como: Martina Camargo, Vicentico, Soda Stereo, Esteman, Molotov, Ely Guerra, Conector, Julieta Venegas, Gustavo Cerati, La Portuaria, Pato Fu, Paulinho Moska, Chocquibtown, Siddestepper, The Mills, Diana La Lesbiana, Totó la Momposina, Jorge Drexler, Wallka, Carlos Vives, Puerto Candelaria, entre otros.

### 2010;Dos
En noviembre de 2010 lanza su segundo álbum como solista, titulado DOS, un disco emancipado, autoproducido, neohippie y maternal
que fue grabado enteramente en su casa y en el que interpreta todos los instrumentos y realiza dos covers. El disco fue lanzado con gran éxito bajo el sello Nacional Records del Productor Tomas Cookman. Se desprenden los sencillos "Yo", cuyo vídeo se filmó bajo la dirección de la misma Andrea con la participación de fanes y otros músicos, y "Toy Contento".

### 2012;Ruiseñora
Su tercer trabajo discográfico individual es Ruiseñora, publicado en 2012. Este álbum profundiza en ideales feministas que intentan motivar a la mujer latinoamericana a ser dueña de su propia historia. De este último resaltan los temas: "Ruiseñora", "Florence" y "Métetelo".
"Ruiseñora" es un homenaje a la típica mujer campesina colombiana, en su videoclip, dirigido por Felipe Santana, se puede ver a Andrea Echeverri representando diversas facetas de la mujer de Colombia. La canción se mantuvo durante 12 semanas en la posición #1 de los listados especializados y alternativos. "Florence", primer sencillo del álbum, está dedicado a la psicóloga, activista y feminista francesa Florence Thomas. En este tema Andrea pone a flor de piel su posición frente al machismo y su amor al feminismo, el video fue dirigido por Claudia Parra y Carolina González. Y Métetelo es una crítica femenina al género del Reguetón y su lenguaje soez y machista, partiendo de su misma lírica y base musical, en donde se cuestionan los estereotipos de belleza y musicales actuales, pretendiendo recordar el valor de la mujer y su identidad. En su videoclip cuenta con la participación del músico colombiano Pernett, quien hace un remix; el video dirigido por Claudia Parra y Carolina González en colaboración con Juan Andrés Moreno y Evelyn Barona fue rodado en las ciudades de Cajicá y Cali.
El trabajo discográfico Ruiseñora se publicó en edición de lujo, incluyendo dentro de este: el CD, una cerámica, una calcomanía y una libreta de notas con fotos de Andrea Echeverri. El álbum que ha alcanzado los primeros lugares en los listados especializados como iTunes (posición #1 en los listados Rock & Alternative) y Canal Viva Colombia (posición #1 durante más de 14 semanas en el Top 100 con sus canciones "Ruiseñora" y "Métetelo".

## Vida personal
Está casada con el historiador colombiano José Manuel Jaramillo (Manolo), con quien tiene dos hijos llamados Milagros y Jacinto.

## Premios y nominaciones
| Año  | Ceremonia de premiación     | Nominado(a)          | Premio                                             | Resultado |
| ---- | --------------------------- | -------------------- | -------------------------------------------------- | --------- |
| 1998 | Grammy Awards               | «La Pipa de la Paz»  | Mejor Álbum Latino/Alternativo                     | Nominada  |
| 1999 | Grammy Awards               | «Caribe Atómico»     | Best Alternative Rock Album                        | Nominada  |
| 1999 | E! Entertainment Television | «Aterciopelados»     | Celebridad del Año                                 | Ganadora  |
| 2001 | Latin Grammy Awards         | «El Álbum»           | Mejor Canción de Rock                              | Nominada  |
| 2001 | Latin Grammy Awards         | «El Álbum»           | Grabación del Año                                  | Nominada  |
| 2001 | Latin Grammy Awards         | «Gozo Poderoso»      | Mejor Álbum Vocal Rock Grupo o Dúo                 | Ganadora  |
| 2002 | Grammy Awards               | «Gozo Poderoso»      | Best Latin Rock/Alternative Album                  | Nominada  |
| 2002 | Premios MTV Latinoamérica   | Aterciopelados       | Mejor Artista Rock                                 | Nominada  |
| 2003 | Premios MTV Latinoamérica   | Aterciopelados       | Mejor Artista Centro                               | Nominada  |
| 2004 | Premios Shock               | Andrea Echeverri     | Mejor Artista Femenina                             | Ganadora  |
| 2005 | Premios MTV Latinoamérica   | Andrea Echeverri     | Mejor Artista Nuevo Centro                         | Nominada  |
| 2005 | Premios MTV Latinoamérica   | Andrea Echeverri     | Mejor Artista Alternativo                          | Nominada  |
| 2005 | Premios MTV Latinoamérica   | Andrea Echeverri     | Mejor Artista Femenina                             | Nominada  |
| 2005 | Premios MTV Latinoamérica   | «Andrea Echeverri 1» | Mejor Artista Centro                               | Ganadora  |
| 2005 | Latin Grammy Awards         | «Andrea Echeverri 1» | Mejor Álbum Pop Vocal Femenino                     | Nominada  |
| 2005 | Premios Shock               | «Amortiguador»       | Video del Año                                      | Nominada  |
| 2006 | Premios Lo Nuestro          | «A Eme O»            | Canción Rock del Año                               | Nominada  |
| 2006 | Premios Lo Nuestro          | «Andrea Echeverri 1» | Álbum Rock del Año                                 | Nominada  |
| 2006 | Premios MTV Latinoamérica   | «Andrea Echeverri 1» | Mejor Artista Centro                               | Nominada  |
| 2006 | Grammy Awards               | «Andrea Echeverri 1» | Best Latin Pop Album                               | Nominada  |
| 2007 | Latin Grammy Awards         | «Complemento»        | Mejor Canción Alternativa                          | Nominada  |
| 2007 | Latin Grammy Awards         | «Oye»                | Mejor Álbum de Música Alternativa                  | Ganadora  |
| 2007 | Premios MTV Latinoamérica   | Aterciopelados       | Mejor Artista Centro                               | Nominada  |
| 2008 | Premios Lo Nuestro          | «Oye»                | Álbum Rock del Año                                 | Ganadora  |
| 2009 | Premios MTV Latinoamérica   | Aterciopelados       | Mejor Artista Centro                               | Nominada  |
| 2010 | Grammy Awards               | «Río»                | Best Latin Rock/Alternative Album                  | Nominada  |
| 2013 | Latin Grammy Awards         | «Ruiseñora»          | Best Singer-Songwriter Album                       | Nominada  |
| 2021 | Premios India Catalina      | Andrea Echeverri     | Mejor presentadora de programas de entretenimiento | Nominada  |
| 2023 | Premios Nuestra Tierra      | Andrea Echeverri     | Mujer raíz de nuestra tierra                       | Nominada  |
| 2024 | Premios Nuestra Tierra      | Andrea Echeverri     | Mujer raíz de nuestra tierra                       | Ganadora  |

## Discografía en solitario
- Andrea Echeverri (2005)
- Dos (2010)
- Ruiseñora (2012)